# Nico Müller (piloto)
Nico Müller (Thun, Suiza; 25 de febrero de 1992) es un piloto de automovilismo suizo. Fue tercero y cuarto en la GP3 Series en 2010 y 2011 respectivamente y compite en el Deutsche Tourenwagen Masters desde 2014 con Audi, resultando subcampeón en 2019 y 2020. Compitió una temporada y media en la Fórmula E con el equipo Dragon logrando un segundo puesto en el e-Prix de Valencia de 2021, en 2022-23 volvió a la categoría con el equipo ABT CUPRA hasta 2024. En 2024-25 compite con el equipo Andretti junto a Jake Dennis.

## Resumen de carrera

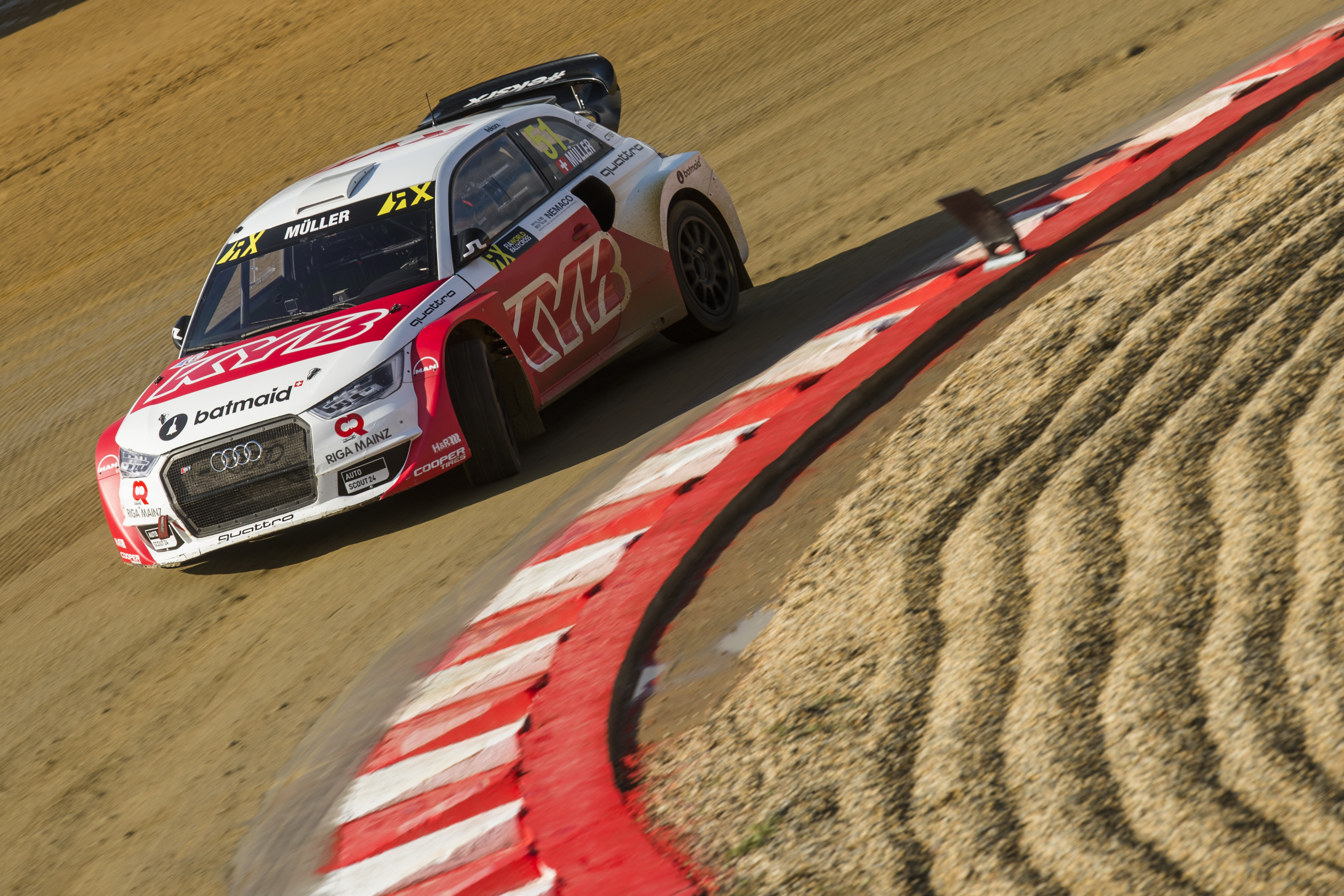
Müller en su debut en el Mundial de Rallycross en el World RX de Francia 2017.

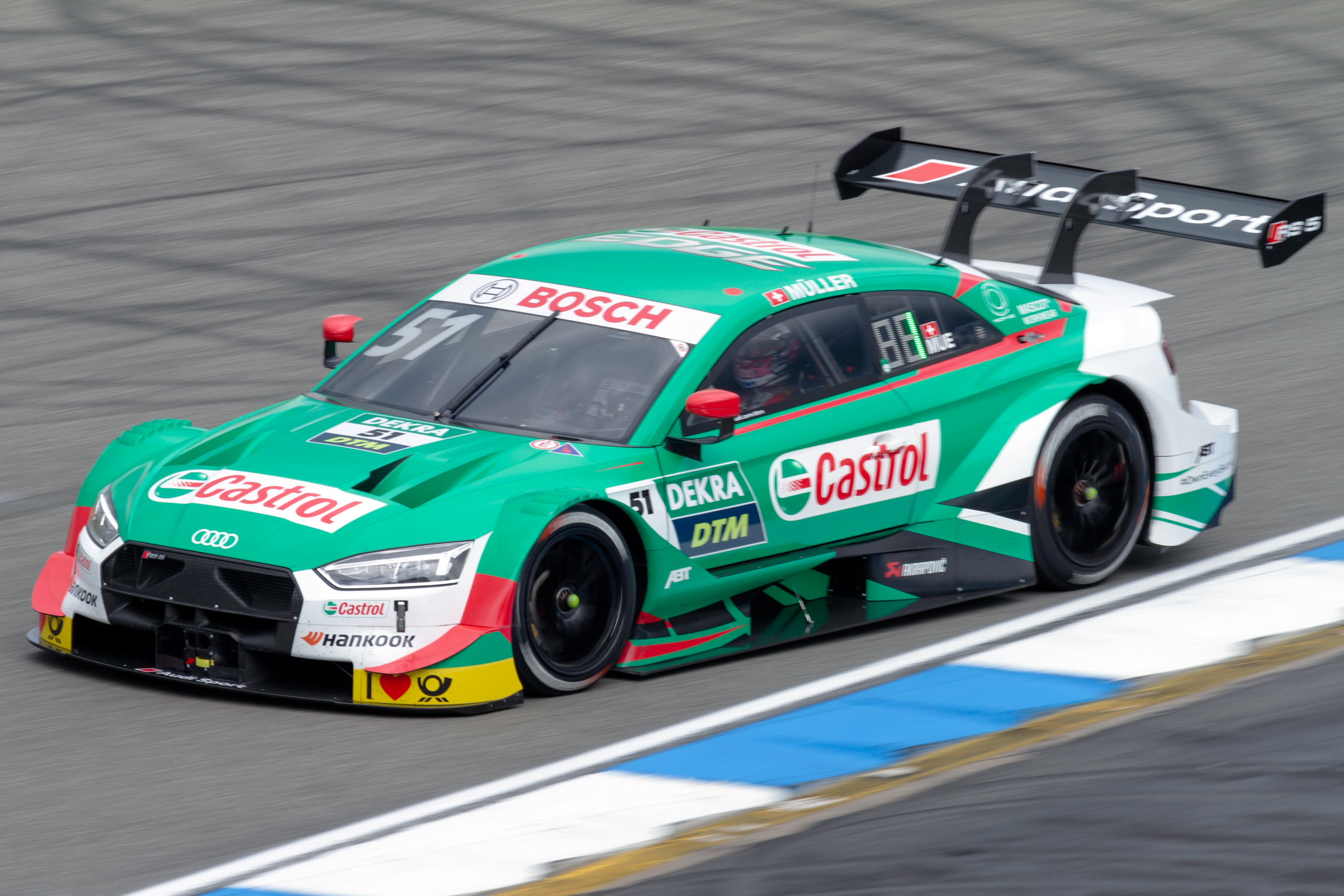
Müller en la primera ronda de Hockenheim, a su vez la primera ronda del DTM 2019.

| Temporada | Categoría                                              | Equipo                         | Carreras     | Victorias    | Poles        | VR           | Podios       | Puntos       | Pos.         |
| --------- | ------------------------------------------------------ | ------------------------------ | ------------ | ------------ | ------------ | ------------ | ------------ | ------------ | ------------ |
| 2008      | Fórmula Renault 2.0 Suiza                              | Jenzer Motorsport              | 12           | 1            | 0            | 0            | 3            | 174          | 5.º          |
| 2008      | Fórmula Renault 2.0 Italia                             | Jenzer Motorsport              | 4            | 0            | 0            | 0            | 0            | 8            | 32.º         |
| 2008      | Copa de Europa Occidental de Fórmula Renault 2.0       | Jenzer Motorsport              | 2            | 0            | 0            | 0            | 0            | 0            | 52.º         |
| 2008      | Fórmula Renault 2.0 Italia - Serie de Invierno         | Jenzer Motorsport              | 2            | 0            | 0            | 0            | 2            | 52           | 3.º          |
| 2009      | Eurocopa de Fórmula Renault 2.0                        | Jenzer Motorsport              | 14           | 0            | 0            | 0            | 1            | 25           | 11.º         |
| 2009      | Fórmula Renault 2.0 Suiza                              | Jenzer Motorsport              | 12           | 9            | 9            | 8            | 12           | 317          | 1.º          |
| 2010      | GP3 Series                                             | Jenzer Motorsport              | 16           | 2            | 1            | 2            | 4            | 53           | 3.º          |
| 2011      | GP3 Series                                             | Jenzer Motorsport              | 16           | 1            | 0            | 0            | 3            | 36           | 4.º          |
| 2012      | Fórmula Renault 3.5 Series                             | International Draco Racing     | 17           | 0            | 0            | 0            | 1            | 78           | 9.º          |
| 2013      | Fórmula Renault 3.5 Series                             | International Draco Racing     | 17           | 2            | 1            | 0            | 3            | 143          | 5.º          |
| 2014      | Deutsche Tourenwagen Masters                           | Audi Sport Team Rosberg        | 10           | 0            | 0            | 1            | 0            | 10           | 19.º         |
| 2014      | Blancpain Endurance Series                             | Audi Race Experience           | 1            | 0            | 0            | 0            | 0            | 0            | NC           |
| 2015      | Deutsche Tourenwagen Masters                           | Audi Sport Team Rosberg        | 18           | 0            | 0            | 0            | 0            | 26           | 21.º         |
| 2015      | Blancpain Endurance Series                             | Belgian Audi Club Team WRT     | 3            | 0            | 1            | 0            | 1            | 41           | 9.º          |
| 2016      | Deutsche Tourenwagen Masters                           | Audi Sport Team Abt            | 18           | 1            | 1            | 2            | 2            | 88           | 9.º          |
| 2016      | Blancpain Endurance Series                             | Belgian Audi Club Team WRT     | 3            | 0            | 1            | 1            | 1            | 26           | 10.º         |
| 2016      | Blancpain GT Series Sprint Cup                         | Belgian Audi Club Team WRT     | 4            | 0            | 0            | 0            | 0            | 2            | 27.º         |
| 2016      | Intercontinental GT Challenge                          | Audi Sport Team WRT            | 1            | 0            | 1            | 1            | 1            | 18           | 9.º          |
| 2016      | Copa Mundial de GT de la FIA                           | Phoenix Racing Asia            | 0            | 0            | 0            | 0            | 0            | N/A          | DNS          |
| 2017      | Deutsche Tourenwagen Masters                           | Audi Sport Team Abt Sportsline | 18           | 0            | 0            | 1            | 2            | 81           | 12.º         |
| 2017      | Blancpain GT Series Endurance Cup                      | Audi Sport Team WRT            | 2            | 0            | 0            | 0            | 1            | 29           | 10.º         |
| 2017      | Copa Mundial de GT de la FIA                           | Audi Sport Team WRT            | 1            | 0            | 0            | 0            | 0            | N/A          | DNF          |
| 2017      | Intercontinental GT Challenge                          | Audi Sport Team WRT            | 1            | 0            | 0            | 0            | 0            | 8            | 12.º         |
| 2017      | Campeonato Mundial de Rallycross de la FIA             | EKS RX                         | 2            | 0            | 0            | 0            | 0            | 13           | 17.º         |
| 2017      | Campeonato Mundial de Resistencia de la FIA - LMP2     | G-Drive Racing                 | 1            | 0            | 0            | 0            | 0            | 6            | 27.º         |
| 2018      | Deutsche Tourenwagen Masters                           | Audi Sport Team Abt Sportsline | 20           | 0            | 0            | 0            | 3            | 96           | 10.º         |
| 2018      | Blancpain GT Series Endurance Cup                      | Audi Sport Team WRT            | 1            | 0            | 0            | 0            | 0            | 8            | 39.º         |
| 2018      | Intercontinental GT Challenge                          | Audi Sport Team WRT            | 1            | 0            | 1            | 0            | 0            | 12           | 18.º         |
| 2018      | Campeonato Mundial de Rallycross de la FIA             | EKS Audi Sport                 | 1            | 0            | 0            | 0            | 0            | 10           | 19.º         |
| 2018      | Stock Car Brasil                                       | Ipiranga Racing                | 1            | 0            | 0            | 0            | 0            | 0            | NC†          |
| 2019      | Deutsche Tourenwagen Masters                           | Audi Sport Team Abt Sportsline | 18           | 3            | 1            | 4            | 11           | 250          | 2.º          |
| 2019      | Blancpain GT Series Endurance Cup                      | Audi Sport Team WRT            | 1            | 0            | 0            | 0            | 0            | 3            | 32.º         |
| 2019      | Intercontinental GT Challenge                          | Audi Sport Team WRT            | 1            | 0            | 0            | 0            | 0            | 0            | NC           |
| 2019-20   | Fórmula E                                              | GEOX Dragon                    | 11           | 0            | 0            | 1            | 0            | 0            | 25.º         |
| 2020      | Deutsche Tourenwagen Masters                           | Audi Sport Team Abt Sportsline | 18           | 6            | 3            | 5            | 13           | 330          | 2.º          |
| 2020-21   | Fórmula E                                              | Dragon / Penske Autosport      | 7            | 0            | 0            | 0            | 1            | 30           | 20.º         |
| 2021      | Deutsche Tourenwagen Masters                           | Team Rosberg                   | 16           | 0            | 0            | 2            | 1            | 56           | 10.º         |
| 2021      | GT World Challenge Europe Endurance Cup                | Team WRT                       | 1            | 0            | 0            | 0            | 0            | 18           | 15.º         |
| 2022      | Deutsche Tourenwagen Masters                           | Team Rosberg                   | 16           | 1            | 1            | 0            | 2            | 105          | 7.º          |
| 2022      | Campeonato Mundial de Resistencia de la FIA - LMP2     | Vector Sport                   | 4            | 0            | 0            | 0            | 1            | 16           | 17.º         |
| 2022      | IMSA SportsCar Championship - LMP2                     | High Class Racing              | 1            | 0            | 0            | 0            | 0            | 0            | NC†          |
| 2022-23   | Fórmula E                                              | ABT Cupra Formula E Team       | 15           | 0            | 0            | 1            | 0            | 15           | 19.º         |
| 2023      | Campeonato Mundial de Resistencia de la FIA - Hypercar | Peugeot TotalEnergies          | 6            | 0            | 0            | 0            | 0            | 22           | 13.º         |
| 2023-24   | Fórmula E                                              | ABT Cupra Formula E Team       | 14           | 0            | 0            | 0            | 0            | 52           | 12.º         |
| 2024      | Campeonato Mundial de Resistencia de la FIA - Hypercar | Peugeot TotalEnergies          | 8            | 0            | 0            | 0            | 1            | 42           | 12.º         |
| 2024-25   | Fórmula E                                              | Andretti Formula E             | Disputándose | Disputándose | Disputándose | Disputándose | Disputándose | Disputándose | Disputándose |
| Fuente:   |                                                        |                                |              |              |              |              |              |              |              |

- † Müller fue piloto invitado, por lo tanto no fue apto para sumar puntos.

## Resultados

### GP3 Series
(Clave) (negrita indica pole position) (cursiva indica vuelta rápida puntuable)

| Año  | Escudería         | 1   | 1   | 2   | 2   | 3   | 3   | 4   | 4   | 5   | 5   | 6   | 6   | 7   | 7   | 8   | 8   | Pos. | Puntos | Ref.  |
| ---- | ----------------- | --- | --- | --- | --- | --- | --- | --- | --- | --- | --- | --- | --- | --- | --- | --- | --- | ---- | ------ | ----- |
| 2010 | Jenzer Motorsport | BAR | BAR | EST | EST | VAL | VAL | SIL | SIL | HOC | HOC | BUD | BUD | SPA | SPA | MNZ | MNZ | 3.º  | 53     | [ 2 ] |
| 2010 | Jenzer Motorsport | 13  | 9   | 6   | 4   | 7   | 1   | 3   | 4   | Ret | 17  | 1   | 6   | 4   | 6   | 4   | 3   | 3.º  | 53     | [ 2 ] |
| 2011 | Jenzer Motorsport | EST | EST | BAR | BAR | VAL | VAL | SIL | SIL | NÜR | NÜR | BUD | BUD | SPA | SPA | MNZ | MNZ | 4.º  | 36     | [ 3 ] |
| 2011 | Jenzer Motorsport | 11  | 15  | 5   | Ret | Ret | 14  | 1   | 11  | 15  | 7   | 4   | 5   | 7   | 3   | 4   | 3   | 4.º  | 36     | [ 3 ] |

### Deutsche Tourenwagen Masters
(Clave) (negrita indica pole position) (cursiva indica vuelta rápida)

| Año     | Equipo                         | Automóvil          | 1         | 2        | 3         | 4         | 5        | 6        | 7         | 8        | 9         | 10       | 11        | 12       | 13        | 14        | 15       | 16        | 17       | 18       | 19      | 20      | Pos. | Puntos |
| ------- | ------------------------------ | ------------------ | --------- | -------- | --------- | --------- | -------- | -------- | --------- | -------- | --------- | -------- | --------- | -------- | --------- | --------- | -------- | --------- | -------- | -------- | ------- | ------- | ---- | ------ |
| 2014    | Audi Sport Team Rosberg        | Audi RS5 DTM       | HOC 16    | OSC 16   | HUN 12    | NOR 18    | MSC 5    | SPL 19   | NÜR Ret   | LAU Ret  | ZAN Ret   | HOC 13   |           |          |           |           |          |           |          |          |         |         | 19.º | 10     |
| 2015    | Audi Sport Team Rosberg        | Audi RS5 DTM       | HOC 1 6   | HOC 2 19 | LAU 1 20  | LAU 2 9   | NOR 1 18 | NOR 2 19 | ZAN 1 9   | ZAN 2 21 | SPL 1 12  | SPL 2 5  | MSC 1 9   | MSC 2 9  | OSC 1 Ret | OSC 2 Ret | NÜR 1 16 | NÜR 2 16  | HOC 1 14 | HOC 2 16 |         |         | 21.º | 26     |
| 2016    | Audi Sport Team Abt            | Audi RS5 DTM       | HOC 1 3   | HOC 2 7  | SPL 1 10  | SPL 2 Ret | LAU 1 10 | LAU 2 8  | NOR 1 20  | NOR 2 1  | ZAN 1 20  | ZAN 2 5  | MSC 1 13  | MSC 2 7  | NÜR 1 11  | NÜR 2 5   | HUN 1 5  | HUN 2 Ret | HOC 1 15 | HOC 2 13 |         |         | 9.º  | 88     |
| 2017    | Audi Sport Team Abt Sportsline | Audi RS5 DTM       | HOC 1 9   | HOC 2 5  | LAU 1 18  | LAU 2 6   | HUN 1 10 | HUN 2 4  | NOR 1 9   | NOR 2 13 | MSC 1 15  | MSC 2 15 | ZAN 1 10  | ZAN 2 4  | NÜR 1 11  | NÜR 2 Ret | SPL 1 3  | SPL 2 3   | HOC 1 12 | HOC 2 11 |         |         | 12.º | 81     |
| 2018    | Audi Sport Team Abt Sportsline | Audi RS5 DTM       | HOC 1 13  | HOC 2 13 | LAU 1 Ret | LAU 2 17  | HUN 1 3  | HUN 2 14 | NOR 1 18  | NOR 2 7  | ZAN 1 Ret | ZAN 2 7  | BRH 1 15  | BRH 2 10 | MIS 1 5   | MIS 2 10  | NÜR 1 10 | NÜR 2 14  | SPL 1 3  | SPL 2    | HOC 1 7 | HOC 2 4 | 10.º | 96     |
| 2019    | Audi Sport Team Abt Sportsline | Audi RS5 Turbo DTM | HOC 1 8   | HOC 2    | ZOL 1 3   | ZOL 2 8   | MIS 1 5  | MIS 2 1  | NOR 1 2   | NOR 2 8  | ASS 1 2   | ASS 2 3  | BRH 1 3   | BRH 2    | LAU 1     | LAU 2     | NÜR 1 15 | NÜR 2 6   | HOC 1 17 | HOC 2 1  |         |         | 2.º  | 250    |
| 2020    | Audi Sport Team Abt Sportsline | Audi RS5 Turbo DTM | SPA 1     | SPA 2 1  | LAU 1     | LAU 2     | LAU 1 2  | LAU 2 5  | ASS 1 3   | ASS 2 3  | NÜR 1     | NÜR 2 5  | NÜR 1 5   | NÜR 2 1  | ZOL 1 3   | ZOL 2 9   | ZOL 1 6  | ZOL 2     | HOC 1    | HOC 2    |         |         | 2.º  | 330    |
| 2021    | Team Rosberg                   | Audi R8 LMS Evo    | MNZ 1 7   | MNZ 2    | LAU 1 13  | LAU 2 10  | ZOL 1 10 | ZOL 2 4  | NÜR 1 7   | NÜR 2 9  | RBR 1 Ret | RBR 2 14 | ASS 1 Ret | ASS 2 8  | HOC 1 Ret | HOC 2 12  | NOR 1 8  | NOR 2 15  |          |          |         |         | 10.º | 56     |
| 2022    | Team Rosberg                   | Audi R8 LMS Evo II | ALG 1 Ret | ALG 2 1  | LAU 1 Ret | LAU 2 5   | IMO 1 2  | IMO 2 8  | NOR 1 Ret | NOR 2 12 | NÜR 1 Ret | NÜR 2 6  | SPA 1 6   | SPA 2 22 | RBR 1 6   | RBR 2 8   | HOC 1 8  | HOC 2 6   |          |          |         |         | 7.º  | 105    |
| Fuente: |                                |                    |           |          |           |           |          |          |           |          |           |          |           |          |           |           |          |           |          |          |         |         |      |        |

### Campeonato Mundial de Resistencia de la FIA
(Clave) (negrita indica pole position) (cursiva indica vuelta rápida)

| Año  | Escudería      | Clase | Automóvil       | 1   | 2   | 3   | 4   | 5   | 6   | 7   | 8   | 9   | Pos. | Puntos | Ref.  |
| ---- | -------------- | ----- | --------------- | --- | --- | --- | --- | --- | --- | --- | --- | --- | ---- | ------ | ----- |
| 2017 | G-Drive Racing | LMP2  | Oreca 07-Gibson | SIL | SPA | LMS | NÜR | MEX | COA | FUJ | SHA | BHR | 27.º | 6      | [ 6 ] |
| 2017 | G-Drive Racing | LMP2  | Oreca 07-Gibson |     |     |     | 7   |     |     |     |     |     | 27.º | 6      | [ 6 ] |

### Fórmula E
(Clave) (negrita indica pole position) (cursiva indica vuelta rápida puntuable)
| Año     | Escudería                 | 1   | 1   | 2   | 2   | 3   | 3   | 4   | 5   | 5   | 6   | 6   | 7   | 7   | 8   | 8   | 9   | 9   | 10  | 10  | Pos. | Puntos | Ref.   |
| ------- | ------------------------- | --- | --- | --- | --- | --- | --- | --- | --- | --- | --- | --- | --- | --- | --- | --- | --- | --- | --- | --- | ---- | ------ | ------ |
| 2019-20 | GEOX Dragon               | DIR | DIR | SAN | SAN | MEX | MEX | MAR | BER | BER | BER | BER | BER | BER |     |     |     |     |     |     | 25.º | 0      | [ 7 ]  |
| 2019-20 | GEOX Dragon               | DNS | Ret | 12  | 12  | Ret | Ret | 20  | NC  | 14  | 12  | 20  | 17  | 22  |     |     |     |     |     |     | 25.º | 0      | [ 7 ]  |
| 2020-21 | Dragon / Penske Autosport | DIR | DIR | ROM | ROM | VAL | VAL | MON | PUE | PUE | NYC | NYC | LON | LON | BER | BER |     |     |     |     | 20.º | 30     | [ 8 ]  |
| 2020-21 | Dragon / Penske Autosport | 21  | 5   | 13  | 9   | 2   | 20  | 18  |     |     |     |     |     |     |     |     |     |     |     |     | 20.º | 30     | [ 8 ]  |
| 2022-23 | ABT Cupra Formula E Team  | MEX | MEX | DIR | DIR | HYD | CAB | SÃO | BER | BER | MON | MON | YAK | YAK | PRT | PRT | ROM | ROM | LON | LON | 19.º | 15     | [ 9 ]  |
| 2022-23 | ABT Cupra Formula E Team  | 14  | 14  | Ret | Ret | 11  | WD  | Ret | 15  | 9   | Ret | Ret | 11  | 12  | Ret | Ret | 6   | 10  | Ret | 8   | 19.º | 15     | [ 9 ]  |
| 2023-24 | ABT Cupra Formula E Team  | MEX | MEX | DIR | DIR | SÃO | TOK | MIS | MIS | MON | BER | BER | SHA | SHA | PRT | PRT | LON | LON |     |     | 12.º | 50     | [ 10 ] |
| 2023-24 | ABT Cupra Formula E Team  | 17  | 17  | 18  | 13  | Ret | 7   | 11  | 4   | Ret |     |     | 15  | 15  | 5   | 6   | 6   | 7   |     |     | 12.º | 50     | [ 10 ] |
| 2024-25 | Andretti Formula E        | SÃO | MEX | YED | YED | MIA | MON | MON | TOK | TOK | SHA | SHA | YAK | BER | BER | LON | LON |     |     |     | 15.º | 48     | [ 11 ] |
| 2024-25 | Andretti Formula E        | Ret | 9   | Ret | 11  | 4   | 5   | Ret | 12  | 11  | 15  | 6   | 4   | 8   | 17  | 15  | Ret |     |     |     | 15.º | 48     | [ 11 ] |